# Tod einer Schülerin
Tod einer Schülerin ist ein deutscher Fernsehfilm aus dem Jahr 2010 von Regisseur Mark Schlichter. Er thematisiert den gewaltsamen Tod einer Gymnasiastin während einer Klassenexkursion.

## Handlung
Alex Berger ist Lehrer an einem Gymnasium. Im Rahmen einer Exkursion an einen See lässt er sich auf ein sexuelles Abenteuer mit der 18-jährigen Schülerin Katja Weiss ein, die ihm bereits zuvor über Mails und Videobotschaften nachschwärmte. Am nächsten Tag wird die junge Frau am Ufer tot aufgefunden. Viele Hinweise deuten auf ein Sexualverbrechen hin, so auch, dass in der Gegend bereits einige Monate zuvor eine Schülerin vergewaltigt wurde. Die polizeilichen Ermittler vermuten nun einen Serientäter. Da die Ermittlungen nicht zu einem raschen Ergebnis gelangen, wird von der Bevölkerung per Speichelprobe ein Massengentest aller Männer der Gegend gefordert. Zwischenzeitlich beichtet Berger seiner Frau die Affäre mit der Schülerin, bestreitet aber, sie getötet zu haben. Als die zunächst freiwillige Abgabe der Speichelprobe immer näher rückt, weigert sich der Lehrer, daran teilzunehmen. Er befürchtet, die Affäre könne durch am Körper des Opfers festgestellte Spermaspuren öffentlich werden.
Die Situation spitzt sich zu, als der Mörder des Mädchens, das einige Monate zuvor misshandelt wurde, gefasst wird, der allerdings für den Mord an Katja Weiss ein sicheres Alibi hat. Berger gerät indes immer weiter ins Fadenkreuz der Ermittler, da auch seine Aussagen zu dem Schulausflug unplausibel erscheinen. Berger entdeckt, dass sein 19-jähriger Sohn Benedict ebenfalls an Katja Weiss interessiert war. Dieser gesteht seinem Vater schließlich, Katja Weiss getötet zu haben. Er beobachtete offenbar seinen Vater mit Katja bei dem Ausflug. Nachdem sein Vater das Gelände verlassen hatte, kam es zu einem Streit zwischen Benedict und der Schülerin, woraufhin dieser sie mit einem Stein erschlug.
Berger begibt sich anschließend zur Polizeidienststelle, um die Tat einzugestehen und so seinem Sohn strafrechtliche Konsequenzen zu ersparen. Während des Verhörs trifft Benedict jedoch ebenfalls bei der Polizei ein und seine Täterschaft kann nachgewiesen werden, nachdem er ein Geständnis ablegt.

## Veröffentlichung
Tod einer Schülerin wurde am 29. Juni 2010 beim Filmfest München uraufgeführt. Am 28. September 2010 war die Erstausstrahlung im Spartenkanal ZDFneo. Am 4. Oktober lief der Film dann als Fernsehfilm der Woche im Hauptabendprogramm des ZDF und erreichte 5,47 Millionen Zuschauer und 17,1 % Marktanteil. Das ZDF strahlte Tod einer Schülerin erneut am 9. Juli 2012 aus, mit 4,59 Millionen Zuschauern und 15,9 % Marktanteil war es die meistgesehene Sendung des Tages.